# Toutânkhamon le pharaon assassiné
Pour les articles homonymes, voir Toutânkhamon (homonymie).
Toutânkhamon le pharaon assassiné est le 17e album de la série de bande dessinée Papyrus de Lucien De Gieter. L'ouvrage est publié en 1994.

## Synopsis
Jeune fellah vivant dans l'Égypte antique, Papyrus acquiert un glaive magique et sauve la princesse Théti-Chéri, dont il devient le protecteur et le confident. Il aura fort à faire pour protéger son amie des complots et des manœuvres ourdis par les prêtres d'Amon ou les princes fourbes acharnés à la perdre.
« L’histoire de ce petit pharaon est bien triste mais c’est Ânkhsenamon, son épouse, dont le destin est le plus tragique. Ici, j’ai voulu réécrire l’histoire et la rendre moins triste.

Un siècle sépare Papyrus de Toutânkhamon mais un terrible complot et une drogue puissante permettront à Papyrus de remonter dans le temps, de rencontrer l’épouse de Toutânkhamon et le futur pharaon, d’assister à son assassinat et aux intrigues qui ont suivi sa mort. Mais Papyrus, sauvé une fois encore par Théti-Chéri, finira par démasquer le voleur de tombes de la vallée des rois : Paour, le maire de la cité des morts lui-même, prêt à tout sacrifier pour l’or des tombes royales. »
— Commentaires de l'album par Lucien de Gieter.